# Тенодез
Теноде́з (лат. Tenodesis) — операция, направленная на ограничение определённого вида движения в суставе.
Операция производится с использованием периферических отрезков сухожилий парализованных мышц, закрепляемых поднадкостнично или чрезкостно. Тенодез применяется для удержания сегмента конечности в функционально удобном положении.

## Показания
Такое оперативное вмешательство необходимо при невозможности восстановления функции поражённых мышц или же компенсации их функции путём сухожильно-мышечных пересадок. Чаще всего тенодез применяют при оперативном лечении по поводу «свисающей» стопы при парезе после повреждения спинного мозга, седалищного или малоберцового нерва.

## Лечение
Наибольшее распространение получил тенодез растянутых тыльных сгибателей по способам, предложенным Путти и Чаклиным.

### Тенодез по Путти
Путти предложил обнажённые и поперечно пересечённые сухожилия длинного разгибателя большого пальца и длинного разгибателя пальцев стопы фиксировать в канале, просверленном в большеберцовой кости. Сухожилия проводят в канале во взаимно противоположном направлении и сшивают друг с другом при функционально выгодном положении стопы.

### Тенодез по Чаклину
Суть этой методики сводится к выделению в нижней трети голени сухожилий передней большеберцовой мышцы, длинных разгибателей пальцев и большого пальца. На передней поверхности большеберцовой кости формируют два поперечных костных канала, через них проводят дистальные концы сухожилий передней большеберцовой мышцы и длинного разгибателя пальцев. Дистальный конец сухожилия длинного разгибателя большого пальца подшивают к сухожилию короткого разгибателя большого пальца.

## Результат
Сухожилие превращается в пассивную связку, ограничивающую движения в суставе в пределах, необходимых для нормальной функции конечности.